# Хантер, Кенни
Кенни Хантер (англ. Kenny Hunter; род. 1962, Эдинбург) — современный британский шотландский скульптор.

## Жизнь и творчество
Кенни Хантер получил художественное образование в Школе изящных искусств в Глазго, которую он окончил в 1987 году по предмету «скульптура», затем продолжил своё обучение в Британской школе искусств в Афинах (в классе античной скульптуры). Затем работает преимущественно над монументальной и портретной скульптуро й. В период с 2015 по 2018 год Кенни Хантер занимается преподаванием в Эдинбургском университете, с 2006 года он - доцент Колледжа искусств Эдинбургского  университета. В 2008 году ему присваивается звание почётного доктора искусств Абердинского университета. ВВ 2016 - 2018 годах он - директор программы по изучению скульптуры в Эдинбургском художественном колледже. Мастер работает с различными материалами - бронзой, деревом, железом и пластиком.
Работы скульптора хранятся в различных музеях Европы и Америки: в музее Современного искусства Коммерсмит в Вашингтоне, в Шотландской национальной портретной галерее, в Йоркширском Парке скульптур, в галерее Шеффель в Германии, в Центре современного искусства в Глазго, и др. Участник многочисленных международных и национальных художественных выставок. В 2015 году В Эдинбургском колледже искусств был снят документальный фильм «Слон для Глазго» (Elephant for Glasgow: A Public Artwork for Bellahouston Park, Glasgow), посвящённый творчеству Кенни Хантера.

## Персональные выставки
- 1998: Центр современного искусства, Бристоль.
- 2000: Шотландская национальная портретная галерея, Эдинбург
- 2006: Йоркширский скульптурный парк.

## Галерея

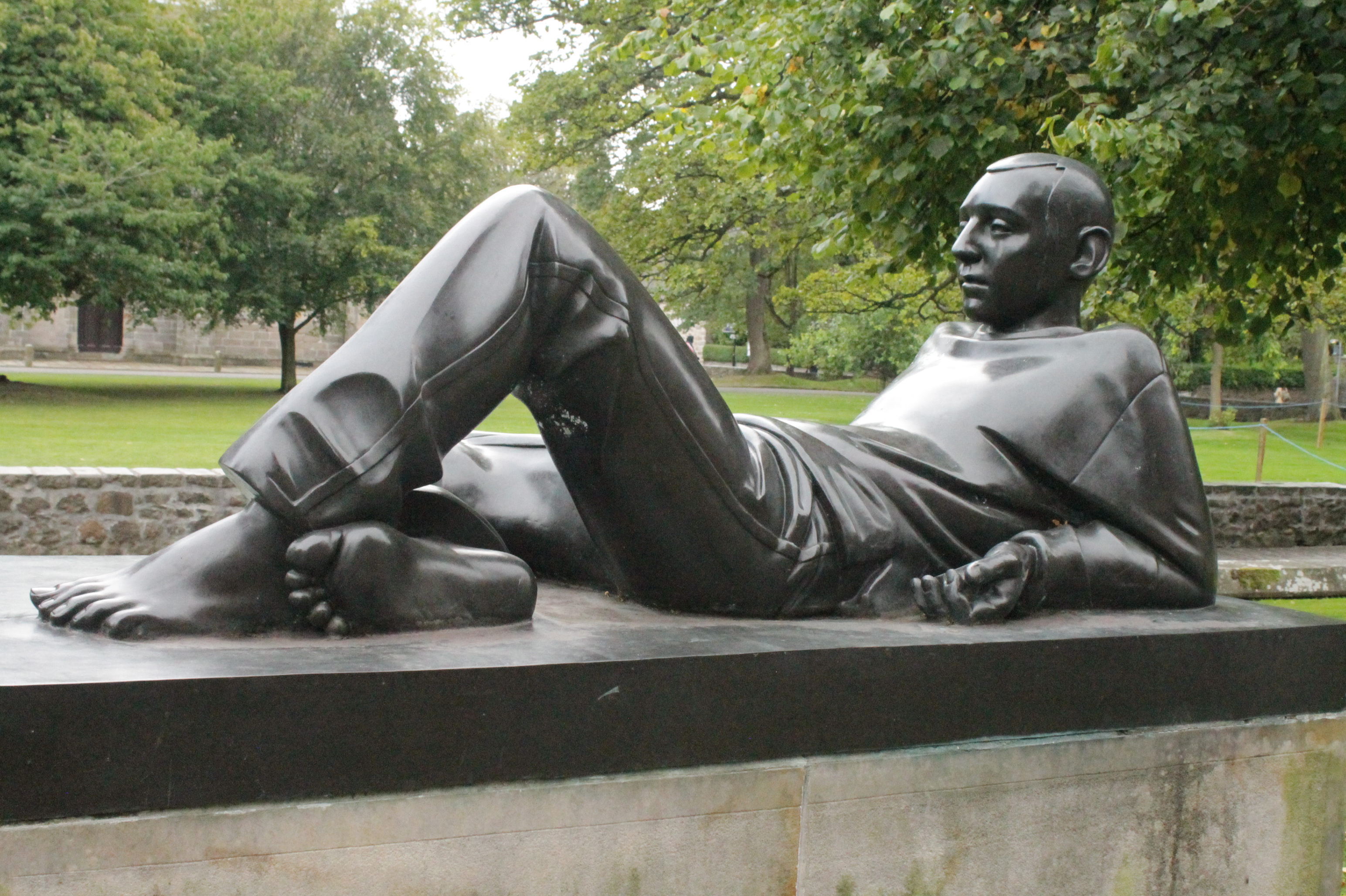
Молодость с расколотым яблоком
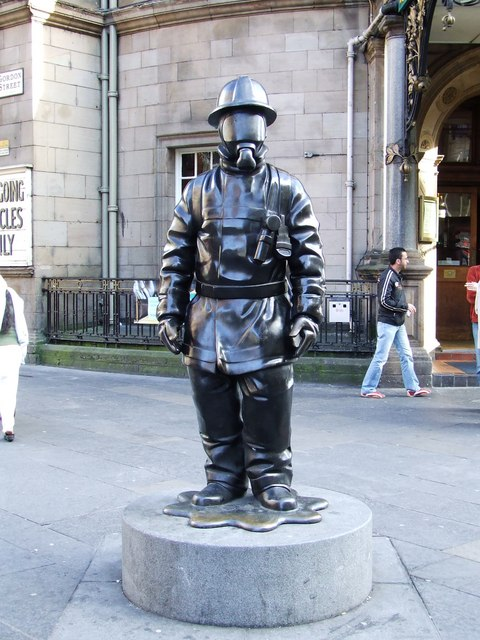
Гражданин пожарный'
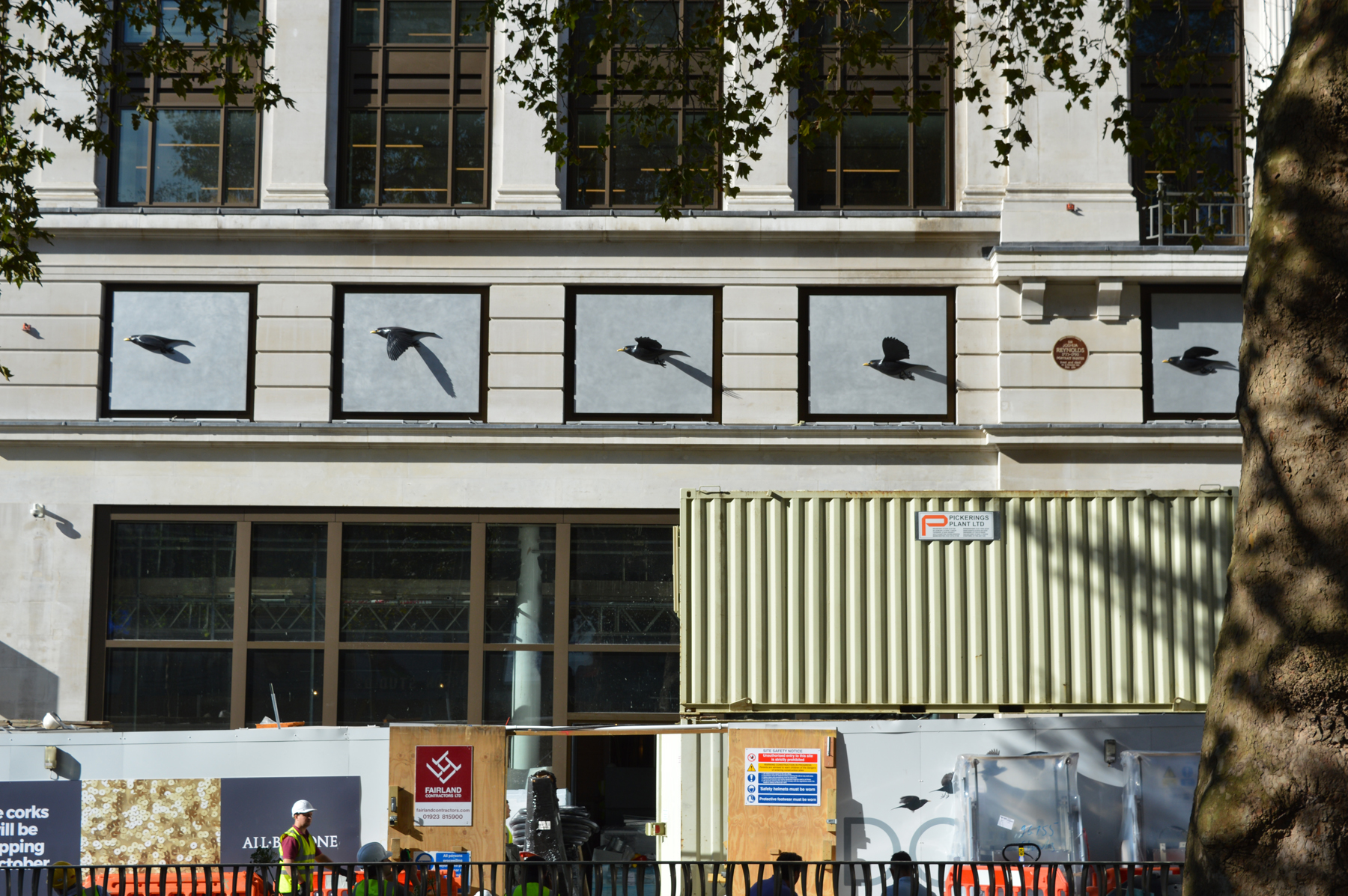
Чёрные птицы, Лейчестер-сквер, Лондон (2016)
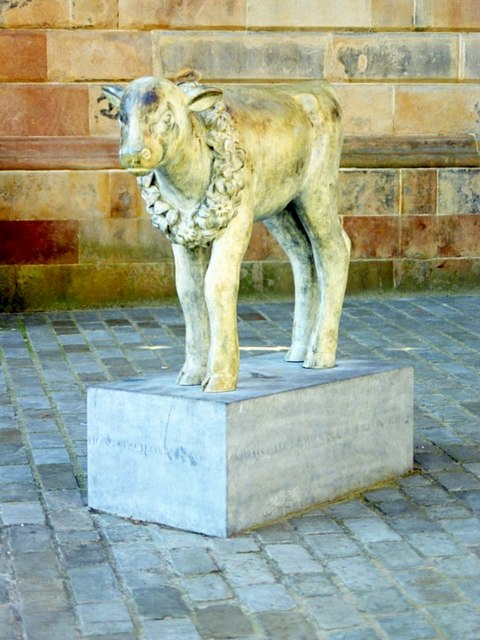
Телёнок, Грэхем-сквер (2003)
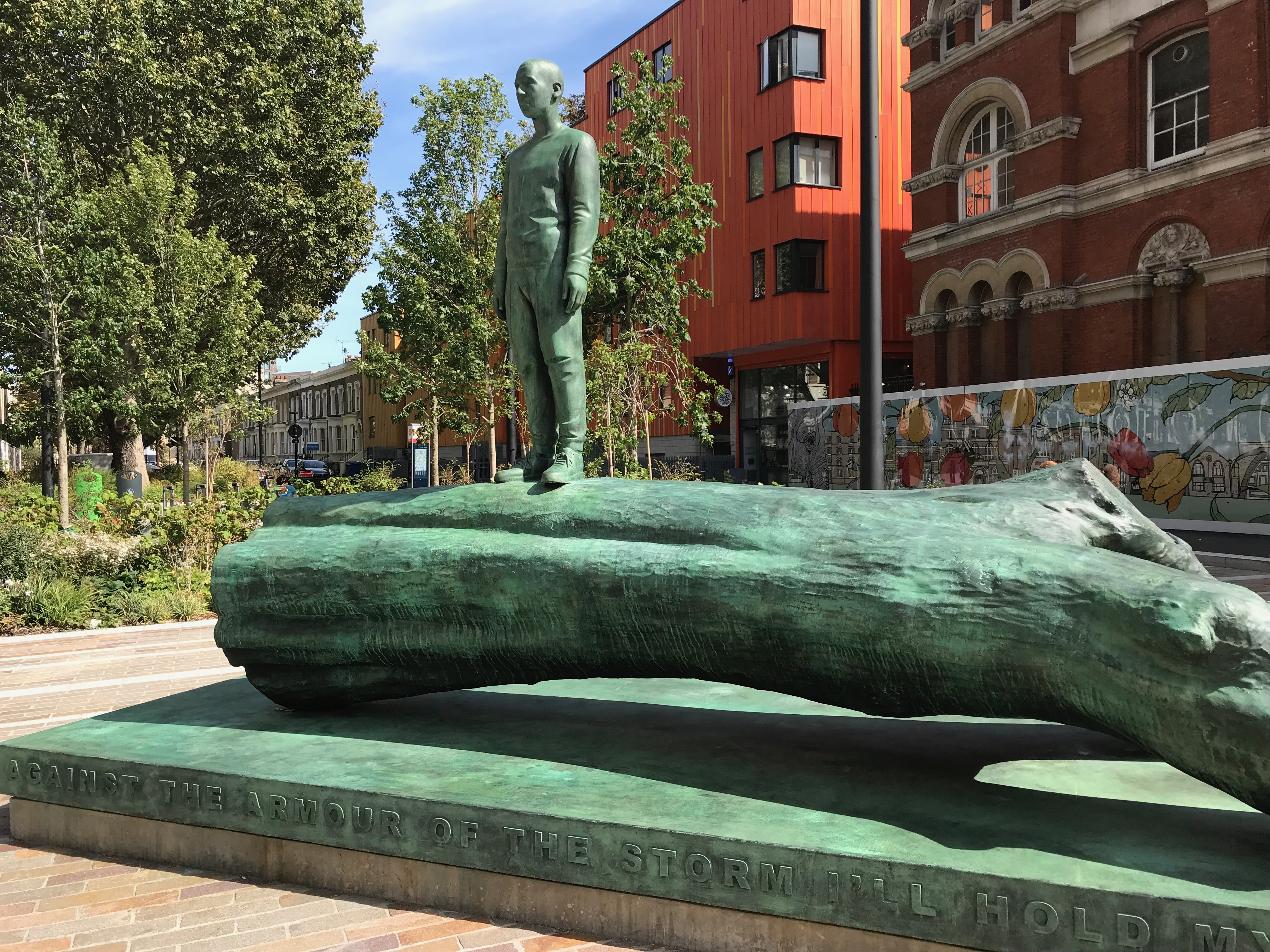
Военный мемориал на Уолворт-сквер